# Dänische Badmintonmeisterschaft 1990
Die Dänische Badmintonmeisterschaft 1990 fand vom 2. bis zum 4. Februar 1990 in Helsingør statt. Es war die 60. Austragung der nationalen Titelkämpfe im Badminton in Dänemark.

## Titelträger
| Disziplin    | Sieger                                                           |
| ------------ | ---------------------------------------------------------------- |
| Herreneinzel | Morten Frost, Nykøbing S                                         |
| Dameneinzel  | Charlotte Hattens, Gentofte BK                                   |
| Herrendoppel | Jens Peter Nierhoff, Hvidovre BC Jon Holst-Christensen, Lillerød |
| Damendoppel  | Nettie Nielsen, Hvidovre BC Dorte Kjær, Greve Strands BK         |
| Mixed        | Thomas Lund, Kastrup-Magleby BK Pernille Dupont, Gentofte BK     |